# Spirit Circle
 Spirit Circle  (スピリットサークル?, Supiritto Sākuru) è un manga scritto ed illustrato da Satoshi Mizukami, serializzato sulla rivista Young King OURs di Shōnen Gahōsha dal 30 maggio 2012 al 30 marzo 2016. In Italia è stato pubblicato da Flashbook Edizioni dal 21 marzo 2015 al 5 novembre 2016.

## Trama
Futa Okeya è uno studente delle superiori che può vedere gli spiriti e ha uno strano marchio sulla guancia, che lui nasconde. Quando nella classe arriva una nuova studentessa, Koko Ishigami, con una cicatrice sulla fronte e accompagnata da un fantasma di nome East la sua tranquillità finisce: dopo un tentativo fallito di Futa di fare amicizia e dopo aver visto il suo marchio, Koko gli dichiara odio e di essere suo nemica, aggredendolo con un misterioso cerchio spirituale fatto di fiamme. Le ostilità tra i due risalgono alle loro passate reincarnazioni e Futa dovrà scoprire il suo passato e il legami con Koko, East e Rune, spirito di una ragazza improvvisamente comparso.

## Personaggi
Futa Okeya (桶屋 風太?, Okeya Fūta)
Il protagonista della storia, un quattordicenne con l'abilità di vedere e comunicare con i fantasmi.
Koko Ishigami (石神 鉱子?, Ishigami Kōko)
Nemica mortale di Futa. Ha recuperato la memoria sulle vite passate dopo un incidente d'auto che le ha lasciato una cicatrice sulla fronte.

## Volumi
| 1 | 10 dicembre 2012 | ISBN 978-4-7859-3983-0 | 21 marzo 2015     | ISBN 978-88-6169-504-7 |
| 1 | Capitoli - 1. Fon 1 - 2. Fon 2 - 3. Fon 3 - 4. Spirit Circle - 5. Van 1 - 6. Van 2 - 7. Van 3                                                                         |                        |                   |                        |
| 2 | 30 luglio 2013 | ISBN 978-4-7859-5097-2 | 6 giugno 2015     | ISBN 978-88-6169-516-0 |
| 2 | Capitoli - 8. Stona - 9. Sogno - 10. Furo 1 - 11. Furo 2 - 12. Furo 3 - 13. Furo 4 - 14. Confusione da vite passate                                                   |                        |                   |                        |
| 3 | 3 aprile 2014 | ISBN 978-4-7859-5255-6 | 27 luglio 2015    | ISBN 978-88-6169-527-6 |
| 3 | Capitoli - 15. Hotaro 1 - 16. Hotaro 2 - 17. Hotaro 3 - 18. Hotaro 4 - 19. Hotaro 5 - 20. Città 1 - 21. Città 2                                                       |                        |                   |                        |
| 4 | 29 novembre 2014 | ISBN 978-4-7859-5433-8 | 14 settembre 2015 | ISBN 978-88-6169-540-5 |
| 4 | Capitoli - 22. Rafal 1 - 23. Rafal 2 - 24. Rafal 3 - 25. Rafal 4 - 26. Rafal 5 - 27. Rafal 6 - 28. Rafal 7 - 29. Rafal 8                                              |                        |                   |                        |
| 5 | 29 agosto 2015 | ISBN 978-4-7859-5433-8 | 30 novembre 2015  | ISBN 978-88-6169-549-8 |
| 5 | Capitoli - 30. Dichiarazione 1 - 31. Dichiarazione 2 - 32. Fuko - 33. Appuntamento - 34. Fortuna 1 - 35. Fortuna 2 - 36. Fortuna 3 - 37. Fortuna 4                    |                        |                   |                        |
| 6 | 10 giugno 2016 | ISBN 978-4-7859-5793-3 | 5 novembre 2016   | ISBN 978-88-6169-592-4 |
| 6 | Capitoli - 38. Fortuna 5 - 39. Fortuna 6 - 40. Fortuna 7 - 41. Tutto qui e ora 1 - 42. Tutto qui e ora 2 - 43. Tutto qui e ora 3 - 44. Tutto qui e ora 4 - 45. Futa 1 |                        |                   |                        |

## Accoglienza
Spirit Circle è stato nominato per il 48º premio Seiun nella categoria fumetti nel 2017.